# 백송 (축구 선수)
백송 (朴勝國, 1966년 8월 15일~ )은 대한민국의 은퇴한 축구 선수출신 축구 지도자이며, 현역시절 공격수로 뛰었다.

## 선수 경력
1989년 유공 코끼리에서 선수 생활을 시작했다. 데뷔 시즌 15경기를 뛰었지만 무득점을 기록했다.
1991시즌을 앞두고 실업구단인 삼익악기 축구단에 입단했다.
1993년, 유공 코끼리에 입단하면서 프로 무대로 돌아왔다.
1994시즌을 앞두고 신생팀인 전북 버팔로에 입단했다. 1994년 4월 16일 일화 천마와의 경기에서 프로 데뷔골을 기록했다.
1994시즌 종료 후 전북 버팔로가 해체하자 전북 다이노스에 입단했다.

## 지도자 경력
은퇴 이후 고창북고등학교의 감독을 역임했다.